# Beneš z Kravař a Krumlova

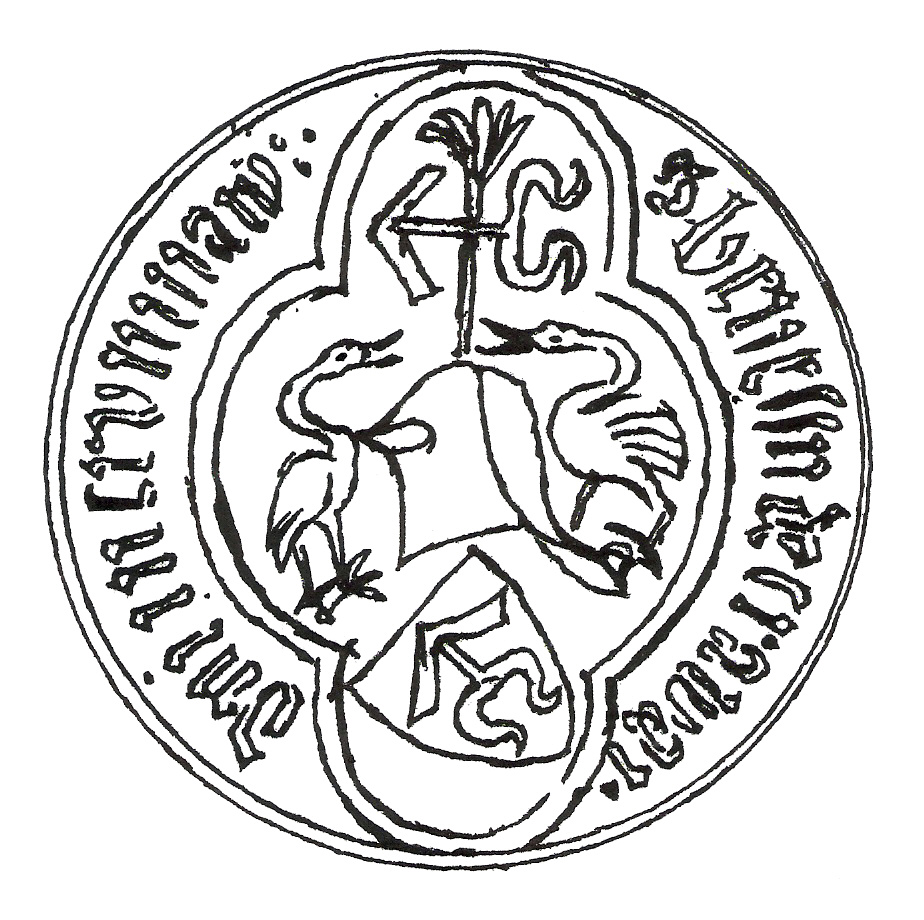
Pečeť Beneše z Kravař a Krumlova

Beneš z Kravař a Krumlova († asi 1398) byl moravský šlechtic z rodu pánů z Kravař.

## Život
Jeho otcem byl Drslav z Kravař, matkou Eliška ze Šternberka. První písemná zmínka o Benešovi pochází z roku 1366. Při dělení majetku po otci a strýci zdědil panství Moravský Krumlov. Beneš mimo tohoto majetku vlastnil i dům v Bně. Pohyboval se v politice na dvoře moravského markraběte Jana Jindřicha. Od roku 1375 byl ve významné funkci mistra komory císaře Karla IV.
Dědictvím po jeho strýci přešly na Beneše i některé menší statky na střední Moravě. Beneš se účastnil zemských sněmů v Brně a po smrti Karla IV. se dále pohyboval na dvoře jeho syna Václava IV. Po smrti svého bratra Drslava z Kravař a Fulneka, který zemřel bezdětný, si jeho panství rozdělili mezi sebou tři zbývající bratři.
Roku 1393 rozhodoval spolu s Erhartem z Kunštátu ve sporu markrabat Jošta a Prokopa. Bylo to jeho poslední angažmá v politice. Beneš zemřel pravděpodobně roku 1398.

## Potomstvo
- Jan z Kravař (1389–1400)
- Beneš z Kravař a Krumlova (1404–1412), opat kláštera Hradisko u Olomouce